# SN 2001bs
SN 2001bs – supernowa typu Ia odkryta 22 maja 2001 roku w galaktyce UGC 10018. W momencie odkrycia miała maksymalną jasność 18,30m.